# Wolfgang Iser
Wolfgang Iser (Marienberg (Saxônia), Alemanha, 22 de julho de 1926 – 24 de janeiro de 2007) foi professor de Inglês e Literatura Comparada na Universidade de Constance na Alemanha. Junto com seu colega Hans Robert Jauss, Iser é o maior expoente da Teoria da recepção, que fundamenta suas bases na própria crítica literária alemã. O autor desenvolveu a Teoria do Efeito Estético, que discorre acerca do que acontece com o leitor enquanto entra em contato com um texto ficcional. Posteriormente, desenvolveu a Antropologia Literária, que busca compreender as relações que os seres humanos possuem com a ficção. 